# Tolé
Pour les articles homonymes, voir Remedios.
Tolé est un corregimiento situé dans le district de Tolé, province de Chiriquí, au Panama. En 2010, la localité comptait 3 240 habitants.